# スタディオ・アルベルト・ブラーリア
スタディオ・アルベルト・ブラーリア（Stadio Alberto Braglia）は、イタリア・エミリア＝ロマーニャ州モデナにあるサッカースタジアム。モデナFC2018がホームスタジアムとしている。収容人数は21,151人。
2008-09シーズンよりセリエBに昇格したUSサッスオーロ・カルチョも、当時の本拠地スタディオ・エンツォ・リッチがセリエBの規定を満たしていなかったため、同競技場をホームスタジアムとして一時利用していた。2015-16シーズンにセリエAに昇格したカルピFCもまた、本拠地スタディオ・サンドロ・カバッシがセリエAの規定を満たしていなかったため、同競技場をホームスタジアムとして一時利用した。